# Abdel Rahim Mohamed Hussein
Abdel Rahim Mohammed Hussein, né à Dongola, est un homme politique soudanais, soupçonné de crimes de guerre et de crimes contre l'humanité. 

## Biographie
Né dans les années 1950, il étudie dans une école secondaire de Khartoum à partir de 1964 et y rencontre Omar el-Bechir, dont il devient un proche.
Il s'engage dans l'armée soudanaise et fait partie de la cellule militaire des Frères musulmans à partir des années 1970. En 1989, il participe au coup d'État d'el-Bechir et devient secrétaire général du Conseil de commande révolutionnaire pour le salut de la nation, l'organe qui dirige le pays de 1989 à 1993.
Après la dissolution du CCRSN, il est nommé ministre des Affaires intérieures par Omar el-Bechir. Il est soupçonné d'avoir collaboré avec Al Qaida pendant la période où Oussama Ben Laden résidait au Soudan (1992-1996) et de lui avoir fourni des moyens de communications.
En 2003, el-Bechir le nomme représentant spécial au Darfour. En 2005, il perd son poste de ministre des Affaires intérieures après que l'Assemblée nationale a demandé sa démission en raison de l'effondrement d'un hôpital de police. El-Bechir le nomme alors ministre de la Défense.

### Accusations
Le 2 décembre 2011, le procureur de la Cour pénale internationale, Luis Moreno Ocampo, demande un mandat d'arrêt contre Abdel Rahim Mohammed Hussein pour crimes de guerre et crimes contre l'humanité, pour avoir recruté, armé et financé les miliciens janjawid du Darfour. Le mandat d'arrêt est émis le 1er mars 2012.
Le 11 août 2021, le Conseil des ministres du Soudan annonce la remise prochaine de Mohamed Hussein, d'el-Bechir et d'Ahmed Haroun à la CPI.